# John Law (évêque)
Pour les articles homonymes, voir John Law.
John Law (1745-1810) est un mathématicien et ecclésiastique anglais qui commence sa carrière comme Fellow du Christ's College, Cambridge, et devient aumônier du Lord-lieutenant d'Irlande et évêque de l'Église d'Irlande de Clonfert et Kilmacduagh (1782- 1787), Killala et Achonry (1787-1795), et enfin d'Elphin (1795-1810).
Il est un ami de longue date et correspondant du philosophe William Paley.

## Jeunesse
Fils d'Edmund Law, plus tard évêque de Carlisle, et de Mary Christian, Law est né à Greystoke dans le Cumberland, où son père est recteur. Il fait ses études à la Charterhouse School et au Christ's College de Cambridge, où, en 1766, il obtient son baccalauréat ès arts avec les honneurs de première classe dans les tripos mathématiques et est nommé deuxième Wrangler . Il obtient un Master of Arts en 1769 .

## Carrière
Law devient Fellow du Christ et membre du clergé anglican, et passe plusieurs années en tant que tuteur et lecteur à Cambridge. En 1773, son père lui donne ses premiers bénéfices, comme vicaire de Warkworth, Northumberland, et comme prébendier de Carlisle . En 1777, il est nommé archidiacre de Carlisle. En avril 1782, il se rend en Irlande comme aumônier du Lord-lieutenant d'Irlande, William Cavendish-Bentinck (3e duc de Portland), qui possède de grands domaines dans le Cumberland .
Law est rapidement nommé évêque de Clonfert et de Kilmacduagh le 26 juillet 1782 et consacré le 21 septembre. La même année, il obtient son doctorat en théologie . La nomination à Clonfert est inattendue. Il est rapporté plus tard que le duc de Portland, après une longue bataille juridique avec Sir James Lowther sur les domaines de Carlisle, était impatient de récompenser un homme qui l'a aidé dans cette affaire avec d'autres promotions pour Law .
Law est un ami de longue date de William Paley, avec qui il correspond pendant des décennies . Paley et Law sont amis à Cambridge, où Law donne des conférences sur les mathématiques et Paley sur la métaphysique et la morale. Lorsque Law devient évêque de Clonfert, Paley est son successeur en tant qu'archidiacre de Carlisle, et c'est sur l'insistance de Law que Paley publie ses conférences à Cambridge dans son livre The Principles of Moral and Political Philosophy (1785)  . Dans cet ouvrage, le chapitre sur le respect de la divinité est attribué à Law . Entre autres choses, ils correspondent sur les preuves scientifiques qui peuvent être utilisées pour étayer un argument théologique. En 1797, par exemple, Law écrit à Paley : « Dans votre chapitre sur l'artifice divin, vous devez avoir un article sur le système solaire. . ." .
En prenant le poste à Clonfert, Law engage le mathématicien John Howard comme intendant, mais se dispense des services de Howard en 1786 après « un mariage malheureux » .
Il est nommé à Killala et Achonry le 10 novembre 1787 . En apprenant que la quasi-totalité de la population de son nouveau siège est catholique romaine, il commente : « Comme c'était une tâche sans espoir de faire d'eux des protestants, cela répondrait à tous les objectifs souhaitables d'en faire de bons catholiques. À ses frais, Law distribue alors dans tout le diocèse une nouvelle édition du Rév. Le guide du chrétien sincère dans le choix de la religion de John Gother .
Il devient évêque d'Elphin en 1795, par lettres patentes le 27 mars. Il meurt à Dublin le 18 mars 1810 et est enterré dans la chapelle du Trinity College, où il a fondé des prix de mathématiques .

## Famille
Le 17 janvier 1782, alors qu'il vit à Carlisle, Law épouse Anne Thomlinson, une fille du révérend William Plaskett et veuve de John Thomlinson de Blencogo, Cumberland, mais ils n'ont pas d'enfants ,,. Son épouse, née le 4 août 1741, est la demi-sœur de James Wallace, avocat, de Featherstone Castle, député, solliciteur général et procureur général, et la tante de Thomas Wallace (1er baron Wallace) .
Law est le frère aîné d'Ewan Law (1747-1829), d'Edward Law (1er baron Ellenborough) (1750-1818), qui devient lord juge en chef, et de George Henry Law (1761-1845), évêque de Chester et évêque de Bath and Wells . Un autre frère, Thomas Law (1756-1834) (en), est un homme d'affaires qui s'installe d'abord dans l'Inde britannique puis en 1793 aux États-Unis, où il épouse comme seconde épouse Eliza Parke Custis, une petite-fille de Martha Washington ,. Eliza et Thomas Law divorcent en 1811 .

## Publications
- Sermon prêché à la Visitation du Très Révérend Lord Bishop de Londres : dans l'église de Thaxted, dans l'Essex, le mercredi 28 mai 1778 (1778) [12]
- Sermon prêché à Christ Church, Dublin, devant l'Incorporated Society (1796)
- Sermon prêché dans la Cathédrale St Paul, à Londres, lors de la réunion des enfants de l'école de charité (1797)